# 通済渠
通済渠（つうさいきょ）は、隋の煬帝が605年（大業元年）に開削した運河で、京杭大運河を構成する運河の一つである。黄河と淮河を結び、洛陽から揚州までの水路輸送を可能にした。
通済渠は東・中・西の三つの区間に分かれ、総延長は約2000里に及んだ。西区間は洛陽を起点とし、洛水とその支流である谷水を水源とした。中区間は現在の滎陽市西部の板渚を起点とし、黄河から取水し東へ流れ、開封市を経て江蘇省盱眙で淮河に注いだ。
通済渠は現在の行政区分で示すと河南省、安徽省、江蘇省の3省の18県（市）を通過した。それらは以下の通りである：
- 河南省：滎陽、鄭州、中牟、汴州（開封市）、開封県、杞県、睢県、寧陵、宋州（商丘）、虞城、夏邑、永城
- 安徽省：濉溪、宿州、霊璧、夏丘（泗県）
- 江蘇省：泗洪、盱眙

通済渠の完成により、黄河、淮河、長江を結ぶ幹線水路が形成され、南から北への穀物輸送において重要な役割を果たした。この運河は隋、唐、五代、宋、金の5つの時代にわたり通航が続き、その期間は600年以上に及んだ。
南宋時代に政治の中心が南に移ると、通済渠の漕運における重要性は徐々に低下した。さらに、毎年の浚渫や管理が不十分だったため、運河の河床は次第に埋まり、水流が途絶えた。元、明、清の時代に大運河が再整備された際、河道は直線化され、北京から蘇州・杭州まで直接結ばれた。この京杭大運河は、洛陽を経由していた隋唐大運河と比べて900キロメートル以上短縮された。

## 遺跡

### 安徽省境内
- 淮北市濉渓県の柳孜運河碼頭遺跡（中国語版）：第五批全国重点文物保護単位に指定され、世界文化遺産「大運河」の構成要素となっている。
- 淮北市濉渓県の濉溪百善村運河故道（中国語版）：第七批全国重点文物保護単位に指定され、大運河の一部となっている。
- 宿州市泗県の運河故道泗県段（中国語版）：第七批全国重点文物保護単位に指定され、大運河の一部となっている。